# Nahuel Noll
Nahuel Noll (* 17. März 2003 in München) ist ein deutsch-spanischer Fußballtorwart. Er steht beim Bundesligisten TSG 1899 Hoffenheim unter Vertrag und ist aktuell an Hannover 96 ausgeliehen.

## Sportlicher Werdegang

### Vereinskarriere
Nach seinen Anfängen in der Jugend des FT Gern und beim TSV 1860 München wechselte er im Juli 2019 in die Jugendabteilung der TSG 1899 Hoffenheim. Für seinen Verein bestritt er 22 Spiele in der A-Junioren-Bundesliga. Seit Sommer 2021 spielte 64 Mal in der zweiten Mannschaft in der Fußball-Regionalliga Südwest. Dabei schoss er am 15. April 2023 beim 3:0-Sieg gegen die SG Barockstadt Fulda-Lehnerz aus 90 Metern das Tor zum 3:0.
Im Sommer 2024 wechselte Noll auf Leihbasis für ein Jahr zum Zweitligisten SpVgg Greuther Fürth. Dort gab er am 1. Spieltag der Saison 2024/25 beim 3:1-Sieg gegen Preußen Münster sein Zweitligadebüt. Während der Klub ins hintere Mittelfeld der Tabelle abrutschte, war er Stammspieler. Kurz vor der Winterpause verletzte er sich an der Hüfte und wurde während eines parallelen Ausfalls der nominellen Nummer 2 Nils Körber von Moritz Schulze vertreten. Nachdem der wiedergenesene Körber sich zum Rückrundenauftakt erneut verletzt hatte, holte der Klub in der Winterpause Lennart Grill auf Leihbasis als weiteren Konkurrenten. Mit Ausnahme der verletzungsbedingten Ausfälle blieb Noll trotzdem die Nummer 1 im Tor und absolvierte während der Leihe insgesamt 29 Ligaspiele.
Für die Saison 2025/26 verblieb Noll in der 2. Bundesliga und schloss sich leihweise Hannover 96 an.

### Nationalmannschaft
Er gab am 3. September 2021 beim 1:0-Sieg gegen die Schweiz sein Debüt bei der U19-Nationalmannschaft.
Für die U20-Nationalmannschaft kam er am 26. September 2022 beim 1:0-Sieg gegen Rumänien erstmals zum Einsatz. Bisher hat er insgesamt sechs Spiele absolviert.